# Erzbistum Douala

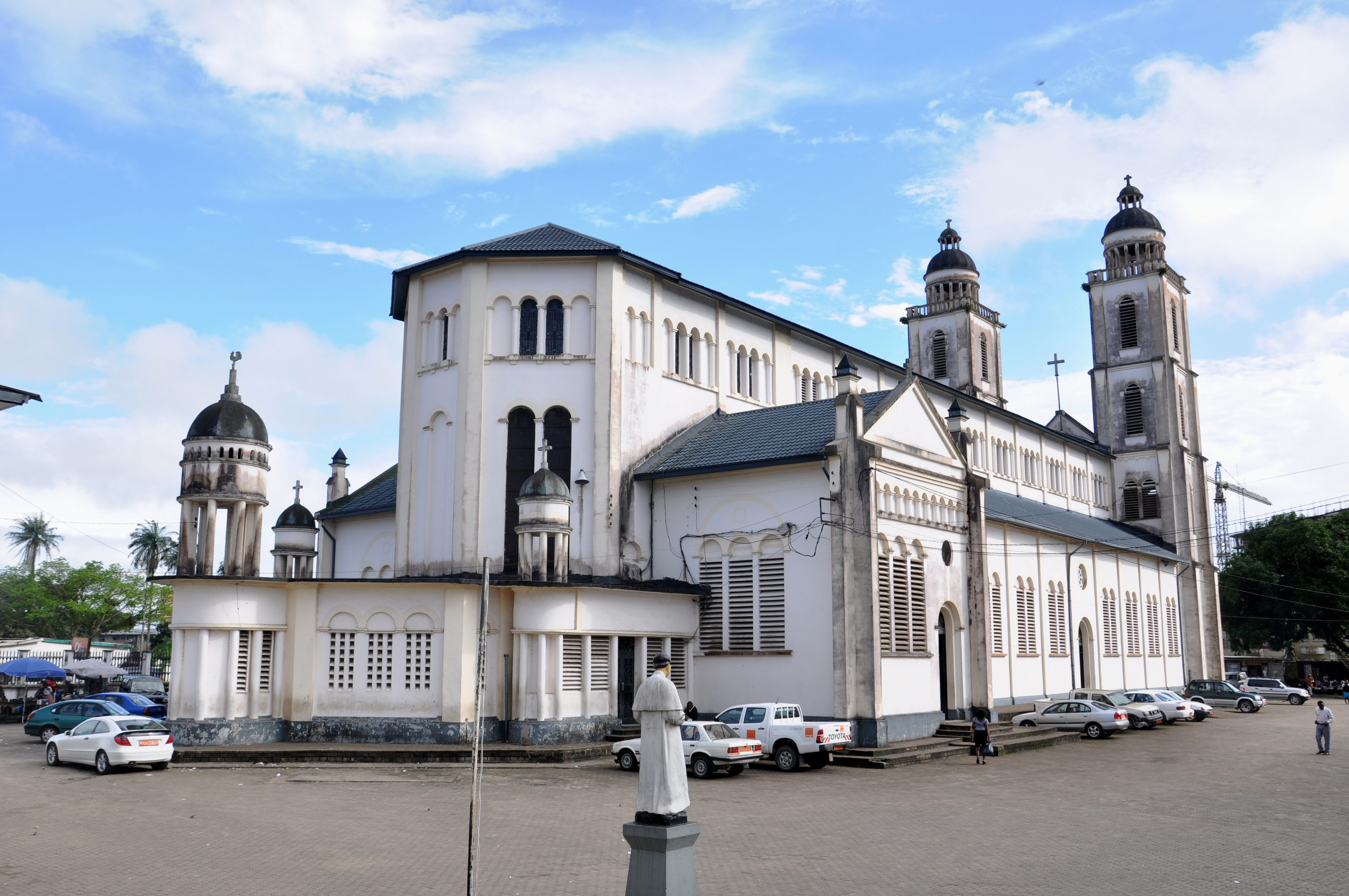
Kathedrale von Douala

Das Erzbistum Douala (lateinisch Archidioecesis Dualaensis) ist eine römisch-katholische Erzdiözese mit Sitz in Douala in Kamerun.

## Geschichte
Papst Pius XI. gründete mit dem Breve Apostolicum munus die Apostolische Präfektur Douala am 31. März 1931 aus Gebietsabtretungen des Apostolischen Vikariats Kamerun. Am 27. Mai 1932 wurde sie mit der Bulle Ut praefecturae in den Rang eines Apostolischen Vikariats erhoben.
Mit der Bulle Dum tantis wurde es am 18. April 1950 in den Rang eines Bistums erhoben, das dem Erzbistum Yaoundé als Suffragandiözese unterstellt wurde. Mit der Apostolischen Konstitution Eo magis catholica wurde es am 18. März 1982 in den Rang eines Metropolitanerzbistums erhoben.
Teile seines Territoriums verlor es zugunsten der Errichtung folgender Bistümer:
- 18. Januar 1963 an das Bistum Sangmélima;
- 22. März 1993 an das Bistum Edéa;
- 22. März 1993 an das Bistum Eséka.

## Ordinarien

### Apostolischer Präfekt von Douala
- Mathurin-Marie Le Maillard CSSp (5. Mai 1931 – 27. Mai 1932)

### Apostolische Vikare von Douala
- Mathurin-Marie Le Maillard CSSp (27. Mai 1932 – 17. Dezember 1945)
- Pierre Bonneau CSSp (12. Dezember 1946 – 14. September 1955)

### Bischöfe von Douala
- Thomas Mongo (5. Juli 1957 – 29. August 1973)
- Simon Tonyé (29. August 1973 – 18. März 1982)

### Erzbischöfe von Douala
- Simon Tonyé (18. März 1982 – 31. August 1991)
- Christian Wiyghan Kardinal Tumi (31. August 1991 – 17. November 2009)
- Samuel Kleda (seit 17. November 2009)

## Statistik
| Jahr | Bevölkerung | Bevölkerung | Bevölkerung | Priester   | Priester           | Priester         | Priester               | Ständige Diakone | Ordensleute | Ordensleute | Pfarreien |
| Jahr | Katholiken  | Einwohner   | %           | Gesamtzahl | Diözesan- priester | Ordens- priester | Katholiken je Priester | Ständige Diakone | männlich    | weiblich    | Pfarreien |
| ---- | ----------- | ----------- | ----------- | ---------- | ------------------ | ---------------- | ---------------------- | ---------------- | ----------- | ----------- | --------- |
| 1950 | 153.793     | 400.000     | 38,4        | 77         | 25                 | 52               | 1.997                  |                  |             | 44          |           |
| 1969 | 177.800     | 421.400     | 42,2        | 145        | 97                 | 48               | 1.226                  | 7                | 95          | 101         | 34        |
| 1980 | 521.860     | 1.200.000   | 43,5        | 106        | 64                 | 42               | 4.923                  | 15               | 84          | 172         | 45        |
| 1990 | 810.000     | 1.920.000   | 42,2        | 100        | 75                 | 25               | 8.100                  | 14               | 46          | 120         | 64        |
| 1999 | 494.040     | 1.950.000   | 25,3        | 96         | 59                 | 37               | 5.146                  | 3                | 62          | 161         | 27        |
| 2000 | 500.112     | 1.900.000   | 26,3        | 105        | 72                 | 33               | 4.762                  | 2                | 57          | 160         | 27        |
| 2001 | 506.132     | 1.900.000   | 26,6        | 98         | 69                 | 29               | 5.164                  | 2                | 52          | 159         | 28        |
| 2002 | 515.897     | 2.000.000   | 25,8        | 112        | 82                 | 30               | 4.606                  | 2                | 79          | 158         | 30        |
| 2003 | 522.939     | 2.500.000   | 20,9        | 115        | 84                 | 31               | 4.547                  | 1                | 48          | 173         | 33        |
| 2004 | 530.357     | 2.500.000   | 21,2        | 134        | 92                 | 42               | 3.957                  | 1                | 63          | 190         | 33        |
| 2006 | 552.314     | 2.591.000   | 21,3        | 162        | 109                | 53               | 3.409                  |                  | 97          | 332         | 38        |